# Serve Air Cargo
Pour les articles homonymes, voir Servair et Servair Abidjan.
Serve Air Cargo est une compagnie aérienne congolaise spécialisée dans le transport de fret. Elle a été fondée en 1993 par l’homme d’affaires Harish Jagtani. Son siège se trouve à Kinshasa, en République démocratique du Congo, et sa base principale est l’aéroport international de N'Djili. La compagnie opère une flotte de plusieurs avions cargos adaptés aux conditions du pays. Elle est aujourd’hui dirigée par Jai Jagtani, fils du fondateur, en tant que directeur général (CEO).
La compagnie figure sur la liste des transporteurs aériens interdits dans l'Union européenne.

## Historique
La compagnie aérienne Serve Air fut créée le 5 janvier 1993 sous le nom de Services Air. Elle débute ses activités avec pour mission principale le transport aérien de marchandises à l’intérieur de la République démocratique du Congo.
En 2003, l’homme d’affaires Harish Jagtani devient l’unique propriétaire de la société. Sous sa direction, Serve Air entame une restructuration progressive : elle recentre ses opérations exclusivement sur le fret aérien et investit dans des appareils adaptés aux pistes régionales.

## Flotte

### Liste de la Flotte
| Immatriculation | Appareils          | Type  | Delivré   | Remarques | Nom des avions | Ref   |
| --------------- | ------------------ | ----- | --------- | --------- | -------------- | ----- |
| 9S-AAA          | Boeing 737-300(F)  | Cargo | Nov 2020  |           |                | [ 1 ] |
| 9S-AAI          | Boeing 737-300(F)  | Cargo | Sep 2023  |           |                | [ 1 ] |
| 9S-AAK          | Boeing 737-300(F)  | Cargo | 2024      |           |                | [ 1 ] |
| 9S-AIA          | Boeing 737-300(F)  | Cargo | Août 2024 |           |                | [ 1 ] |
| 9S-AII          | Boeing 737-300(F)  | Cargo | Nov 2020  |           |                | [ 1 ] |
| 9S-ALG          | Boeing 737-300(QC) | Cargo | Juil 2017 |           | Brahma         | [ 1 ] |
| 9S-ANA          | Boeing 737-800(F)  | Cargo | Août 2024 |           |                | [ 1 ] |
| 9S-ANN          | Boeing 737-800(F)  | Cargo | Avr 2024  |           |                | [ 1 ] |
| 9S-ATT          | Boeing 737-800(F)  | Cargo | Juin 2023 |           |                | [ 1 ] |

## Incident
- Le 24 décembre 2015, un avion-cargo de la compagnie Serve Air Cargo, un Airbus A310, s'est écrasé à l’extrémité sud de la piste d’atterrissage de l’aéroport de Mbuji-Mayi, en République démocratique du Congo. L’accident s’est produit sous une forte pluie battante, causant la mort de huit personnes, 14 blessés ainsi que la destruction de trois maisons dans un quartier résidentiel proche de l’aéroport[6].